# Pellenes lagrecai
Pellenes lagrecai es una especie de araña saltarina del género Pellenes, familia Salticidae. Fue descrita científicamente por Cantarella, Alicata en 2002.
Habita en Italia.